# Dunja
Dunja je žensko osebno ime.

## Izvor imena
Ime Dunja izhaja iz ruskega imena Дуня (Dunja), ki ga razlagajo kot skrajšano obliko iz imena Авдотья (Avdot'ja), oziroma ljudske oblike imena Evdokija, ki pa izhaja iz grškega imena Ευδοκια (Eudokía). Grško ime  Ευδοκια se povezuje z grško besedo ευδοκια (eudokía) v pomenu besede »veselje, dobra volja, želja«.

## Različica imena
Dunjica

## Pogostost imena
Po podatkih Statističnega urada Republike Slovenije je bilo na dan 31. decembra 2007 v Sloveniji število ženskih oseb z imenom Dunja: 545.

## Zanimivosti
- Ime Evdokija z različicama Avdotьja in Dunja je pri Rusih precej razširjeno žensko ime (god 1. marca). Njen praznik pomeni začetek pomladi. Ženske in otroci so na ta dan »klicali vesno« in peli »pomladnice«
- V Rusiji izraz dunja, ki je prišel iz ljudske pesmi »pomeni nerodna perica«.
- Ruski izraz avdotka pomeni »pobožna ženska«.